# Gorthipalli, Bagepalli
Gorthipalli là một làng thuộc tehsil Bagepalli, huyện Kolar, bang Karnataka, Ấn Độ.